# معماری فرایند
معماری فرایند (انگلیسی: Process architecture) در مهندسی صنایع و مهندسی سامانه‌ها، به طراحی ساختاری سیستم‌های فرایندی عمومی اطلاق می‌شود، که در زمینه‌هایی چون سیستم‌های رایانه ای (نرم‌افزار، سخت‌افزار و شبکه) و فرایندهای کسب و کار (معماری سازمانی، خط مشی و رویه‌ها، لجستیک و مدیریت پروژه) و هر نوع فرایندی که دارای پیچیدگی ساختاری باشد، استفاده می‌شود.